# A Mouse in the House
A Mouse in the House is de 32e animatiefilm uit de oorspronkelijke Tom en Jerry-reeks van William Hanna en Joseph Barbera.  Hij ging op 30 augustus 1947 in première in de Amerikaanse bioscopen.

## Plot
Als Mammy Two Shoes geconfronteerd wordt met de bende die Jerry heeft aangericht roept ze haar twee luierende katten - Tom en Butch - tot de orde; alleen degene die Jerry vangt mag blijven, de ander gaat weg. Beide katten worden door Jerry tegen elkaar uitgespeeld, ook verkleden ze zich allebei als Mammy Two Shoes om zo de ander te misleiden. Als de echte Mammy een kijkje komt nemen denken zowel Tom als Butch dat dit weer een valstrik is en staan ze klaar om de ander de volle laag te geven. Tom en Butch beseffen dat ze de verkeerde te pakken hebben, maar voor vluchten is het te laat; Mammy slaat ze allebei de deur uit, en ook Jerry verzoekt ze stilzwijgend te vertrekken.

## Stemmencast
- Lillian Randolph - Mammy Two Shoes (onvermeld)
- William Hanna - Tom (onvermeld)
  - Bob Laztny - pratende Tom (onvermeld)
- Sidney Clanton - Butch (onvermeld)
- Jack Sabel - Jerry (onvermeld)